# Sidi Moussa (kommun i Marocko)
Sidi Moussa (franska: Sidi Moussa (CR), Sidi Moussa (Commune Rurale), arabiska: سيدي الحطاب) är en kommun i Marocko.   Den ligger i provinsen El Kelaâ des Sraghna och regionen Marrakech-Safi, i den norra delen av landet, 200 km söder om huvudstaden Rabat. Antalet invånare är 9 260.